# Двое (альбом)
Дво́е — шестой студийный альбом группы Телевизор, вышедший в 1995 году.

## История записи
В 1990-х годах группа «Телевизор» значительно потеряла в популярности в сравнении с 1980-ми. Причина была в нежелании лидера группы Михаила Борзыкина думать о коммерческой составляющей своего творчества и идти на сотрудничество со структурами шоу-бизнеса. Выпущенные в 1992 году альбом «Дым-туман» и 1994 году концертный альбом «Живой» не имели коммерческого успеха. В 1994 году два музыканта «Телевизора» — гитарист Сергей Богданов и ударник Игорь Фёдоров — покинули коллектив. Оставшись вдвоём Борзыкин и Шумайлов продолжают давать концерты, а также в августе 1995 года записывают новый альбом, которой получил название «Двое».

— Почему «Двое»?
— Во-первых, сам альбом получился двойственным. Вначале были написаны песни более энергичные, некоторые даже агрессивные. А вторая часть альбома получилась лирическая. А во-вторых, мы записывали его вдвоем с Костей Шумайловым, клавишником. Для нас это достаточно уникальное явление, раньше мы всегда работали с живым гитаристом и барабанщиком.
— Интервью с М. Борзыкиным. Газета «Я — молодой»//№14, апрель 1996
Альбом писался на студии радио «Балтика», часть работы музыкантами производилась ночью, пока оборудование было свободно. Альбом получился очень контрастным; не случайно, при переиздании альбома компанией «Caravan Records» в 2000 году на обложке был помещён красно-белый инь-ян. Часть песен (такие как «Звёздная», «Люли-люли», «Нет денег») были сделаны в свойственной «Телевизору» жёсткой манере: энергичная музыка органично сочетается с резкими, острыми, порой ехидными текстами. Разительно контрастируют с ними композиции второй части альбома («Листик», «Белый лебедь», «Акварель»). Лирическая, местами балладная музыка сочетается с романтичными текстами. Этот новый опыт «Телевизора» был весьма неожиданным, ведь у Борзыкина за десять лет его творческой деятельности сложилось устойчивое реноме «трибуна русского рока» с жёсткими, протестными текстами и музыкой. Ещё одним отличием диска «Двое» от предыдущих альбомов «Телевизора» стало то, что музыкальный стиль ещё больше сместился от «живой» к электронной музыке. В частности, при записи альбома все инструментальные партии были выполнены при помощи синтезатора и компьютерных технологий.
Песня «Ты на пути в Чикаго» рассматривалась как возможный саундтрек к фильму Алексея Балабанова «Брат-2». В итоге, в фильм эта композиция не была включена, но наряду с другими не попавшими в киноленту песнями вошла в сборник «Брат-2: За кадром».

## Список композиций
| №  | Песня               | Длительность |
| -- | ------------------- | ------------ |
| 1  | Звёздная            | 4:21         |
| 2  | Люли-люли           | 4:19         |
| 3  | Нет денег           | 4:49         |
| 4  | Муха-блюз           | 3:59         |
| 5  | Беги-беги           | 3:26         |
| 6  | Бели-берда-микс     | 6:43         |
| 7  | Ты на пути в Чикаго | 5:04         |
| 8  | Листик              | 4:20         |
| 9  | Акварель            | 4:26         |
| 10 | Белый лебедь        | 4:09         |

В 2012 году альбом был переиздан издательством «Геометрия». В переиздание вошло два ремикса Константина Шумайлова на песню «Конца света не будет» с предыдущего альбома «Дым-туман». Оба представлены на отдельном диске.
| № | Песня                              | Длительность |
| - | ---------------------------------- | ------------ |
| 1 | Конца света не будет (Dance mix)   | 5:07         |
| 2 | Конца света не будет (Concept mix) | 4:10         |

## Участники записи
- Михаил Борзыкин — вокал, автор текстов и музыки, аранжировка, семплы
- Константин Шумайлов — клавиши, бас-клавиатура, бэк-вокал, аранжировка, звукорежиссура.
- Михаил Быстров — гитара (в композиции «Нет денег»)
- Записано и сведено на студии радио «Балтика» в августе 1995 года.

## Издания
- «General Records», 1995, компакт-диск
- «Caravan Records», 2000, аудиокассета
- «Caravan Records», 2001, компакт-диск
- В сборник «Русский рок 1996» (CD, «Moroz Records», 1996) вошла композиция «Муха-блюз»
- В сборник «Брат-2: за кадром» (CD, «Real Records», 2000) вошла композиция «Ты на пути в Чикаго»